# Therapie (televisiereeks)
Therapie is de naam van een achtdelige human interestreeks die de sessies van psychotherapeuten met hun cliënten in beeld brengt. De reeks werd opgenomen gedurende 2017 en 2018 door productiehuis Panenka en in het voorjaar van 2019 uitgezonden op de Vlaamse televisiezender Canvas. Een tweede seizoen stond gepland voor 2020. In elke aflevering kwamen een drietal therapeuten aan bod tijdens sessies met verschillende cliënten, wiens verhalen in één aflevering werden afgerond. De gesprekken tussen therapeuten en cliënten werden geregistreerd door onbemande camera's die zodanig opgesteld waren dat de cliënten niet herkenbaar in beeld kwamen. De opnames van deze gesprekken werden tussendoor afgewisseld met reflecties van de therapeuten. De moeilijkheden die in de sessies aan bod kwamen, omvatten uiteenlopende onderwerpen zoals psychotrauma's, angsten, depressies, echtscheidingen, liefdesperikelen, opvoedingsproblemen, ouder worden en rouwverwerking. De zeven therapeuten die aan de reeks meewerkten, waren prof. dr. Sarah Bal (psycholoog en gedragstherapeut kinderen en jongeren), Jaak Beckers (psycholoog en gedragstherapeut), Gert De Kinder (psycholoog en gedragstherapeut kinderen en jongeren), dr. Sam Deltour (psychiater en psychodynamisch therapeut in opleiding), dr. Bie Peuskens (psychiater en systeemtherapeut), Luc Van de Ven (klinisch ouderenpsycholoog) en Hadi Waelkens (psycholoog, seksuoloog en systeemtherapeut).

## Afleveringen
| Aflevering | Uitzenddatum  |
| ---------- | ------------- |
| 1          | 20 maart 2019 |
| 2          | 27 maart 2019 |
| 3          | 3 april 2019  |
| 4          | 10 april 2019 |
| 5          | 17 april 2019 |
| 6          | 24 april 2019 |
| 7          | 1 mei 2019    |
| 8          | 8 mei 2019    |